# Età giolittiana
Per età giolittiana s'intende quel periodo della storia italiana che va dal 1901 al 1914, un quattordicennio che prese il nome dai governi guidati da Giovanni Giolitti, esponente liberale, che caratterizzarono la vita politica italiana del primo Novecento, sino alla vigilia della prima guerra mondiale. In questo periodo Giolitti presiedette tre governi (1903-1905; 1906-1909; 1911-1914), ma anche nei periodi in cui non fu a capo dell'esecutivo egli mantenne comunque la sua preminenza sulla politica italiana. Tale periodo s'inserisce nell'ultima fase della Sinistra storica: l'età giolittiana fu preceduta da un primo governo transitorio guidato da Giolitti sul finire del XIX secolo; un ultimo governo Giolitti si avrà nel 1920-1921, poco prima della marcia su Roma.
L'età giolittiana fu caratterizzata da una notevole crescita economica e sociale. Essa seguì la "crisi di fine secolo" alla fine dell'età umbertina (1878-1900) e si svolse nell'ultima parte di quel periodo chiamato, a livello continentale in Europa, Belle Époque. Per quanto concerne il colonialismo italiano, vi fu il proseguimento della colonizzazione della Somalia e soprattutto, nel 1911-1912, la guerra di Libia.

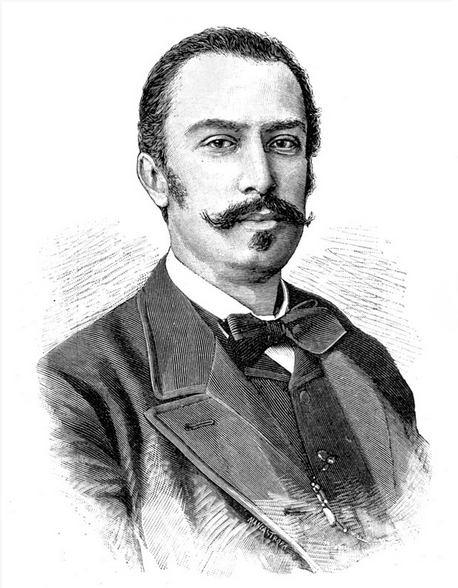
Un giovane Giovanni Giolitti

## I cambiamenti

### Giolitti I (maggio 1892 - dicembre 1893)
L'inizio del primo ministero di Giovanni Giolitti coincise sostanzialmente con la prima vera disfatta del governo di Francesco Crispi, messo in minoranza nel febbraio del 1891 su una proposta di legge di inasprimento fiscale. Dopo Crispi, e dopo una breve parentesi (6 febbraio 1891 - 15 maggio 1892) durante la quale il Paese fu affidato al governo liberal-conservatore del marchese Antonio Starabba di Rudinì, il 15 maggio 1892 fu nominato Primo ministro Giovanni Giolitti, allora ancora facente parte del gruppo crispino.
Il suo rifiuto di reprimere con la forza le proteste che, nel frattempo, attraversavano estesamente il Paese e che, il più delle volte, si riversavano nelle piazze (vedi il paragrafo L'ideologia politica) a causa di una generale crisi economica che faceva salire, fra l'altro, il costo dei beni di prima necessità; le voci che lo indicavano come propositore di una tassa progressiva sul reddito (motivi, entrambi, che gli alienarono il consenso dei ceti dirigenti borghesi-imprenditoriali e dei proprietari terrieri, che vedevano in lui una minaccia ai propri interessi economici) e, infine, lo scandalo della Banca Romana che gli valse accuse di aver "coperto" irregolarità fiscali (prima con il suo dicastero delle finanze e poi con una costante riluttanza all'apertura di inchieste parlamentari) lo travolsero in pieno, facendo crollare la base del consenso su cui poggiava la sua ancora giovane politica, e lo costrinsero a dimettersi a poco più di un anno e mezzo dalla nomina, il 15 dicembre 1893.

### Tra il Giolitti I ed il Giolitti II: la crisi di fine secolo
Di fronte alle debolezze mostrate da Giolitti, gli elettori (ancora relativamente pochi, a causa del suffragio ristretto) vollero di nuovo affidarsi al governo autoritario di Crispi, per tentare di porre fine ai continui disordini causati dai lavoratori. La politica estera di Crispi, aggressiva e colonialista, lo portò in Eritrea, ma una serie di sconfitte culminate con quella di Adua (1º marzo 1896) ne causarono le dimissioni. Il periodo che va da questo momento sino al 1901, quando Giolitti ritornò al governo come ministro dell'interno, è comunemente indicato come la "crisi di fine secolo": un periodo di recessione economica contribuì infatti all'aumento della tensione sociale e politica, che produsse i moti di Milano del 1898 e si tradusse nella successione di più governi (tra cui quello autoritario di Luigi Pelloux), in pochi anni.
Il 4 febbraio 1901 il pronunciamento di Giolitti alla Camera, emblematico della sua ideologia, contribuì alla caduta del governo Saracco, responsabile di aver ordinato lo scioglimento della Camera del Lavoro di Genova.

## L'età giolittiana
Già a partire dal governo Zanardelli (15 febbraio 1901 - 3 novembre 1903), Giolitti ebbe una notevole influenza che andava oltre quella propria della sua carica di ministro dell'interno, anche a causa dell'avanzata età del Presidente del consiglio.

### Giolitti II (novembre 1903 - marzo 1905)

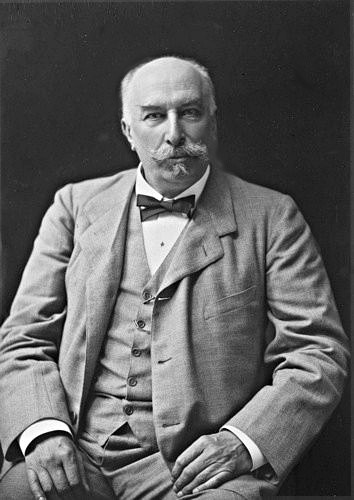
Giovanni Giolitti

Il 3 novembre 1903 Giolitti ritornò al governo, ma questa volta si risolse per una svolta radicale: si oppose, come prima, alla ventata reazionaria di fine secolo, ma lo fece dalle file della Sinistra e non più del gruppo crispino.
Questo cambiamento gli consentì di seguire un po' più agevolmente quella politica che si era proposta già all'epoca del suo primo mandato: conciliare gli interessi della borghesia con quelli dell'emergente proletariato (sia agricolo che industriale); a questo proposito è notevole come Giolitti sia stato il primo a proporre l'entrata nel suo governo come ministro al socialista Filippo Turati, che comunque rifiutò, convinto che la base socialista non avrebbe capito una sua partecipazione diretta ad un governo liberale borghese. Tuttavia, nonostante l'opposizione della corrente massimalista, in quel periodo minoritaria, Turati appoggiò dall'esterno il governo Giolitti, che in questo contesto poté varare norme a tutela del lavoro (in particolare infantile e femminile), sulla vecchiaia, sull'invalidità e sugli infortuni; i prefetti furono invitati ad usare maggiore tolleranza nei confronti degli scioperi a condizione che non turbassero l'ordine pubblico; nelle gare d'appalto furono ammesse le cooperative cattoliche e socialiste.
L'apertura nei confronti dei socialisti fu di fatto una costante di questa fase di governo: Giolitti programmava, infatti, di estendere il consenso del governo tra queste aree popolari e in particolare presso quelle aristocrazie operaie che, grazie ad una migliore retribuzione salariale e, quindi, a un migliore tenore di vita, raggiungevano il reddito minimo che consentiva il diritto di voto. Giolitti era infatti convinto che non fosse utile a nessuno tenere bassi i salari perché, da un lato, non avrebbero consentito ai lavoratori di condurre una vita dignitosa e, dall'altro, avrebbero danneggiato il mercato provocando una sovrapproduzione di beni (perché non ci sarebbe stato un adeguato incremento del potere d'acquisto delle classi lavoratrici).
Per la riuscita di questo suo progetto occorrevano due condizioni: la prima che i socialisti rinunciassero alle loro proclamate volontà rivoluzionarie, che del resto non avevano mai neppure accennato a tradurre in atto anche nelle più favorevoli occasioni insurrezionali (come quelle da poco presentatesi con la rivolta dei Fasci siciliani), la seconda che la borghesia italiana fosse disponibile a rinunciare, almeno in piccola parte, ai suoi privilegi, in favore di una politica di riforme moderate.
La situazione storica che attraversava il partito socialista, spaccato tra massimalisti rivoluzionari e turatiani riformisti, favorì il programma giolittiano di coinvolgere in qualche misura questi ultimi nella guida del Paese, ma tra l’altro lo condizionò (come apparve chiaro dagli spostamenti a destra o a sinistra del suo governo a seconda di quale corrente prevalesse nei periodici congressi del partito). Giolitti riproponeva, in un differente contesto, la politica del trasformismo di Depretis, nel tentativo di isolare l'estrema sinistra e dividere i socialisti, associandoli al governo.
Tuttavia Filippo Turati, che pure in un discorso del 22 maggio 1907 aveva dichiarato alla Camera che le trasformazioni sociali dovessero avvenire «per una via di evoluzione, di penetrazione, di sostituzione graduale», in quanto egli pensava che la violenza rivoluzionaria «avesse una funzione clamorosa e decorativa, assai più che una funzione sostanziale», non soddisfece appieno le aspettative di Giolitti, rifiutando chiaramente la partecipazione diretta al governo, che preferì appoggiare dall'esterno, temendo, se avesse invece accettato il ministero offertogli, ripercussioni sulla propria base elettorale, che sarebbe rimasta scandalizzata da un aperto sostegno socialista a un governo liberale di "padroni".
A questo proposito la critica storiografica nota come, da queste migliori condizioni sociali, rimanessero esclusi i lavoratori meno qualificati (in particolare quelli meridionali), di fatto spesso e volentieri emarginati dai progetti politici di Giolitti (e che andarono a confluire nei partiti massimalisti).

#### Le agitazioni sociali

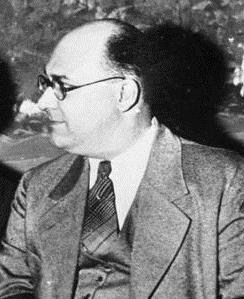
Gaetano Salvemini

Gli scioperi che si susseguirono negli anni 1901 e 1902 sia nel settore agricolo sia in quello industriale, tanto nel più sviluppato Nord che nel Sud del Paese, dimostravano che tutta la floridezza economica e le riforme giolittiane non arrivavano ad incidere in profondità sulla precaria situazione della società italiana, soprattutto di quella meridionale, abbandonata a se stessa e spesso interpellata solo come mero serbatoio di voti da ottenere con la corruzione dei deputati meridionali, gli "àscari" del governo, con le pressioni dei prefetti, della mafia e della camorra. Gli intellettuali meridionali non si stancavano di accusare Giolitti persino di connivenza con la criminalità, come scriverà anche Gaetano Salvemini, definendolo «ministro della malavita».
Le riforme moderate non bastavano più: il Paese aveva l'esigenza di riforme radicali strutturali, che, se non avessero soddisfatto le esigenze della popolazione più povera, avrebbero causato quella estremizzazione delle classi sociali che, dopo l'intervallo drammatico della prima guerra mondiale, giungerà al culmine nel Primo dopoguerra con la rivoluzione fascista "preventiva" del ceto medio contro i presunti sovversivi di sinistra.
I primi segni di questo fenomeno storico furono probabilmente quelle contraddizioni che caratterizzarono l'età giolittiana tra governi riformisti e conservatori. Non a caso il 1904 fu l'anno del primo sciopero generale della storia italiana voluto per motivi politici dai sindacalisti rivoluzionari di Arturo Labriola, nella speranza che fungesse da stimolo per una rivoluzione proletaria. Però il calcolo politico fallì dinanzi alla tattica giolittiana di lasciare esaurire e sfogare lo sciopero, limitandosi a garantire l'ordine pubblico.

### Tra il Giolitti II ed il Giolitti III
Il 28 marzo 1905, su indicazione di Giolitti, Alessandro Fortis formò il suo primo governo, legato soprattutto alla nazionalizzazione delle ferrovie: una delicata riforma che, se pure attuata, causò la caduta del governo. Fortis allora si dimise il 24 dicembre, ma ricevette il reincarico dal re Vittorio Emanuele III e formò un nuovo governo, dove tenne il dicastero dell'interno, governo che però non ottenne la fiducia della Camera e che cadde l'8 febbraio 1906 dopo 1 mese e 15 giorni.

### Giolitti III (maggio 1906 - dicembre 1909)
Alla caduta del secondo Governo Fortis (24 dicembre 1905 - 8 febbraio 1906), dopo un breve ministero Sonnino, Giolitti insediò il suo terzo governo.
Il malessere continuava ad essere diffuso soprattutto nel Mezzogiorno d'Italia dove, anche a causa dell'aumento demografico e ai numerosi dissesti economici causati da grandi disastri naturali (si ricordi l'eruzione del Vesuvio del 1906 ed il terremoto che devastò Messina e Reggio Calabria nel 1908), continuava l'emorragia dell'emigrazione che divenne un fatto culturale tale da trovare espressioni nella nostra letteratura nazionale, da Giovanni Verga a Luigi Capuana: interi paesi si spopolavano e sparivano antiche culture. Un fenomeno crudele e doloroso, ma anche in un certo senso benefico, poiché intere popolazioni ebbero modo d'uscire dal loro isolamento medioevale e, sia pure a prezzo di insanabili ferite, entrare in contatto con le moderne società occidentali. 
Il governo, che in un primo momento aveva ostacolato il flusso migratorio per non far salire troppo i prezzi sul mercato del lavoro, in seguito diede via libera, favorendo l'espatrio di centinaia di migliaia di appartenenti alle classi subalterne, soprattutto perché cominciava a temere le conseguenze di un'aumentata pressione sociale e poteva così contare su un'affidabile stabilità monetaria.
Durante questo mandato Giolitti continuò, essenzialmente, la politica economica già avviata nel suo secondo governo, e si preoccupò di risanare il bilancio dello Stato, con una più equa ripartizione degli oneri sociali, aiutato dalla congiuntura economica positiva dei primi anni del Novecento. 
Il governo poté dare il via nel 1906 alla conversione della rendita nazionale, diminuendo il tasso d'interesse dal 5% al 3,75% dando la possibilità, a chi non avesse accettato la diminuzione della rendita, di poter ottenere l'intero rimborso dei capitali sottoscritti; ma ben pochi furono i sottoscrittori che lo richiesero, segno della buona fiducia nelle finanze dello Stato. Questa era, in realtà, un'operazione rischiosa, perché, per quanto si potesse prevedere un limitato panico tra i creditori dello Stato, le richieste di rimborso non erano facilmente prevedibili. Di fatto, comunque, ebbe successo perché queste furono assai limitate e la possibilità della bancarotta fu ampiamente sventata. Ciò fu possibile perché la conversione della rendita provocò una generale diminuzione del costo del denaro, che consentì di ottenere crediti ad un saggio di interesse più favorevole e, quindi, incontrò un nutrito consenso. Questa riduzione dei tassi d'interesse favorì l'industria pesante, che risultava ancora arretrata a causa della mancanza, da parte degli industriali, dei grandi capitali che sarebbero stati necessari a modernizzarla.
Oltre a ciò, la conversione della rendita centrò il suo scopo primario: far "guadagnare" virtualmente allo Stato la differenza sugli interessi dei suoi debiti che, con l'abbassamento del tasso, non era più tenuto a pagare. I proventi di questa manovra poterono, così, essere impiegati nella realizzazione di grandi opere pubbliche come l'acquedotto pugliese, il traforo del Sempione (1906), la bonifica delle zone di Ferrara e Rovigo, che consentirono l'aumento dell'occupazione e notevoli profitti per le imprese chiamate a realizzarle.
La lira godeva di una stabilità mai raggiunta prima, al punto che sui mercati internazionali la moneta italiana era quotata al di sopra dell'oro e addirittura era preferita alla sterlina inglese.
Accanto all'ormai completata nazionalizzazione delle ferrovie, infine, andò a collocarsi la proposta di nazionalizzazione delle assicurazioni (portata a compimento nel quarto mandato).
Lo sviluppo economico si estese, anche se in misura minore, al settore agricolo che, soprattutto con la riapertura del mercato francese, dopo la ripresa voluta da Giolitti delle buone relazioni con la Francia, interrotte dalla politica estera filotedesca crispina, vide accrescersi le esportazioni dei prodotti ortofrutticoli e del vino, mentre l'introduzione della coltura della barbabietola da zucchero incrementò lo sviluppo delle raffinerie nella pianura padana.
Per ciascuna di queste azioni la critica storiografica non ha mancato di evidenziare anche i risvolti negativi: non ostacolare l'emigrazione significava anche servirsene, un po' cinicamente, senza tener conto del disagio arrecato a interi strati sociali costretti a sradicarsi dalla propria terra (specie dal Sud, dove il cosmopolitismo era certamente ben lontano dal diffondersi); favorire unicamente l'industria pesante a discapito di quella agro-manifatturiera era, poi, una tipica visione industrialista che non teneva in debito conto l'economia del Mezzogiorno, che avrebbe necessitato di trasformazioni più profonde del solo acquedotto pugliese; infine la nazionalizzazione delle assicurazioni consentì abnormi speculazioni da parte di chi ne deteneva le azioni.
Innegabile è, invece, la bontà del miglioramento della legislazione sul lavoro femminile e infantile con nuovi limiti di orario (12 ore) e di età (12 anni).

### Tra il Giolitti III ed il Giolitti IV
Nel dicembre del 1909 divenne presidente del consiglio Sidney Sonnino, di tendenze conservatrici. A lui succedette Luigi Luzzatti.

### Giolitti IV (marzo 1911 - marzo 1914)
Il quarto governo Giolitti durò dal 30 marzo 1911 al 21 marzo 1914. Nacque come il tentativo probabilmente più vicino al successo di coinvolgere al governo il Partito Socialista, che comunque votò a favore. Il programma prevedeva la nazionalizzazione delle assicurazioni sulla vita e l'introduzione del suffragio universale maschile, progetti di considerevole valenza "sociale" ed entrambi immediatamente realizzati. Nel settembre del 1911 Giolitti, premuto dalle spinte nazionaliste (il movimento si era costituito come vero e proprio Partito Nazionalista Italiano nel primo congresso di Firenze nel 1910) diede tuttavia inizio alla guerra di Libia; il conflitto ebbe notevoli ripercussioni anche in politica interna, dividendo il Partito Socialista e allontanandolo dal governo in maniera irrimediabile.

#### La guerra di Libia
(Discorso alla Camera dei Deputati, 8 aprile 1911, citato in Discorsi parlamentari di Giovanni Giolitti, v. III, Tipografia della Camera dei deputati, Roma, 1953-1956)
Giolitti aveva comunque capito la pressione che saliva dall'inaffidabile e contraddittorio movimento socialista ed andò quindi a cercare quei naturali alleati che gli offriva la Chiesa di papa Pio X che, preoccupato del pericolo sovversivo, aveva attenuato il non expedit consentendo ai conservatori cattolici di partecipare alle elezioni politiche del 1909 assicurando in questo modo il rafforzamento del governo Giolitti, che da questo momento iniziò il suo cammino verso la destra conservatrice, la quale avrebbe celebrato nel 1910, a Firenze, la nascita del Partito Nazionalista Italiano, che chiedeva a gran voce l'ingresso della "Terza Italia" nella gara coloniale delle grandi potenze europee.
La guerra italo-turca, realizzata con l'appoggio diplomatico delle potenze dell'Intesa, voluta dall'opinione pubblica italiana e dalla borghesia industriale interessata alla produzione bellica, rappresenta l'inizio della fine dell'età giolittiana. Alle delusioni seguite alla sanguinosa conquista di quello "scatolone di sabbia", come diceva il socialista Salvemini, si aggiunse la preoccupazione per la ricomparsa, dopo dieci anni di pareggio, del passivo nel bilancio dello Stato.
Dopo il congresso di Reggio Emilia del 1912 che aveva visto l'espulsione dell'ala moderata e il prevalere della corrente massimalista, guidata da un giovane anarco-sindacalista, Benito Mussolini, divenuto direttore dell'"Avanti!", tutto stava ad indicare che la lotta politica si stava acutizzando tra l'estremismo di sinistra e una borghesia passata alle tesi dell'imperialismo.
Furono forse queste preoccupazioni che nell'imminenza delle elezioni del 1913 spinsero Giolitti alla ricerca di un più vasto consenso di massa con l'istituzione del suffragio universale maschile e soprattutto con il patto Gentiloni con i cattolici in funzione antisocialista. I risultati elettorali sembrarono premiare la politica giolittiana, ma era un'illusione: ormai lo scontro tra la destra e la sinistra si combatteva nelle strade come dimostreranno i disordini della "Settimana rossa" nel giugno del 1914, guidata dal socialista Mussolini, dal repubblicano Pietro Nenni, dall'anarchico Errico Malatesta. Questa situazione sociale ingestibile politicamente convinse Giolitti, già dimessosi nel marzo del 1914, di aver visto giusto nella sua decisione di abbandonare almeno temporaneamente la vita politica. Giolitti in realtà si era dimesso designando come suo successore il conservatore Antonio Salandra, calcolando che dal fallimento della politica di questi egli sarebbe potuto tornare al governo da sinistra con un programma di più avanzate riforme. Ma il suo piano si rivelò sbagliato: ormai non era più possibile alcuna mediazione tra capitale e lavoro.

## La fine

### La Grande guerra
L'inizio della fine della cosiddetta età giolittiana fu l'arrivo al governo di Antonio Salandra nel 1914. Questi succedette a Giolitti accordandosi con lui, ma presto riuscì a rendersi politicamente autonomo, sfruttando la nuova situazione creatasi dopo la firma (all'insaputa del Parlamento e dei partiti politici, a maggioranza pacifisti), nell'aprile del 1915, del cosiddetto Patto di Londra. Quando nel maggio 1915 Salandra vincolò la sua prosecuzione al governo all'accettazione da parte del Parlamento della volontà interventista del governo, del re e delle gerarchie dell'esercito (contro le Potenze centrali e gli accordi di alleanza militare che l'Italia aveva stipulato con essi), Giolitti si trovò ad essere il capo della maggioranza neutralista della Camera. Fu in quel contesto che si ebbe un gesto di grande valenza simbolica anche se di scarsi effetti pratici: un numero di deputati superiore alla maggioranza dell'Assemblea lasciò il suo biglietto da visita nell'anticamera dell'abitazione romana dell'ex primo ministro a testimoniare il suo appoggio. Nonostante questo, il giorno dopo il Parlamento si piegò al diktat del re, del governo e dell'esercito. Per alcuni storici questo momento segna in Italia la fine dell'epoca liberale e l'inizio di un'epoca di governi autoritari e anti-parlamentari che sfocerà nel ventennio fascista di Benito Mussolini. Salandra, reincaricato dal Re, fece uscire l'Italia dalla neutralità, per cui Giolitti si batteva, e la portò nella prima guerra mondiale.

### Giolitti V (giugno 1920 - luglio 1921)

Squadristi

Dopo la conclusione della grande guerra si ebbe l'ultima permanenza al governo di Giolitti, che iniziò nel giugno 1920 durante il cosiddetto biennio rosso (1919-1920): lo Stato liberale, ormai in agonia, richiamò il vecchio statista, ancora di fresche energie, ad affrontare e risolvere la questione fiumana. Con il trattato di Rapallo Giolitti liquidò la questione di Fiume, dichiarata città libera, e ricorrendo all'esercito costrinse Gabriele D'Annunzio, che l'aveva teatralmente occupata, a lasciare la città.
La stessa energia Giolitti cercò di applicare nella politica interna, ma qui la situazione era degenerata sin dal suo ultimo ministero nel 1914. Per risanare il bilancio dello Stato, in grave passivo per le spese di guerra, aumentò il carico fiscale sui ceti più abbienti introducendo imposte straordinarie sui profitti di guerra e addirittura fece varare una legge sulla nominatività dei titoli azionari, che cessarono di essere parzialmente esenti dall'imposizione fiscale. Si trattava di misure per l'epoca molto coraggiose nella tutela dei meno abbienti, che però da una parte convinsero i liberali borghesi che Giolitti era ormai schierato dalla parte dei "sovversivi", mentre dall'altra questi ultimi continuavano comunque a considerarlo dalla parte dei "padroni".
Giolitti risolse con successo l'occupazione delle fabbriche dell'agosto-settembre 1920 - l'inizio del biennio rosso - adottando il suo sistema di non intervento diretto dello Stato, il quale si limitava a garantire l'ordine pubblico. Ciò però non fece diminuire la paura del ceto medio deciso ormai ad affidarsi, per la sua difesa dai "bolscevichi", allo squadrismo fascista. Per porre freno alle frequenti agitazioni socialiste, Giolitti non esitò ad avallare le azioni violente delle squadre fasciste, illudendosi di poter riassorbirli all'interno del sistema democratico dopo essersene servito.

### Rapporti tra Giolitti e il fascismo
Nelle elezioni politiche del 1921, Giolitti promosse la nascita del Blocco Nazionale, una coalizione di destra estesa a nazionalisti e fascisti, nella speranza di ridurre i due blocchi contrapposti socialisti e cattolici che impedivano la formazione di qualsiasi governo efficiente. Egli si illudeva, secondo il suo credo politico, di poter portare nell'alveo del moderatismo liberale il fascismo; così non fu, anzi la sua manovra elettorale, mentre aveva lasciato inalterata la forza contrapposta di socialisti e cattolici, aveva contribuito a dare una patina di rispettabilità al movimento fascista che, con i 35 deputati eletti al Parlamento italiano, iniziava la sua marcia verso la conquista del potere.
Dopo il 1924, Giolitti svolse un ruolo di opposizione parlamentare al fascismo, benché il Parlamento fosse ormai sotto il controllo di Mussolini. Divenuto antifascista, si oppose a numerosi provvedimenti anti-liberali e anti-democratici. L'anziano statista infine morì nel 1928.